# Terriglobus roseus
Terriglobus roseus es una bacteria gramnegativa del género Terriglobus. Fue descrita en el año 2007, es la especie tipo. Su etimología hace referencia a color rosado. Es aerobia e inmóvil. Tiene un tamaño de 0,6 μm de ancho por 1 μm de largo. Catalasa positiva y oxidasa negativa. Forma colonias circulares, convexas y con márgenes enteros en agar R2A. Temperatura óptima de crecimiento de 23 °C. Tiene un tiempo de duplicación entre 10-15 horas. Tiene un contenido de G+C de 59%. Se ha aislado de suelos en Estados Unidos. 